# Mosu
Genre
Mosu est un genre d'araignées aranéomorphes de la famille des Mysmenidae.

## Distribution
Les espèces de ce genre sont endémiques de Chine. Elles se rencontrent au Yunnan et au Guangxi.

## Liste des espèces
Selon World Spider Catalog (version 24.5, 22/08/2023) :
- Mosu aludi Zhang, Li & Lin, 2023
- Mosu banpo Zhang, Li & Lin, 2023
- Mosu dayan Lin & Li, 2013
- Mosu heguomu Lin & Li, 2022
- Mosu huogou Miller, Griswold & Yin, 2009
- Mosu nujiang Miller, Griswold & Yin, 2009
- Mosu tanjia Lin & Li, 2013
- Mosu zhengi (Lin & Li, 2008)

## Systématique et taxinomie
Ce genre a été décrit par Miller, Griswold et Yin en 2009 dans les Symphytognathidae. Il est placé dans les Mysmenidae par Wunderlich en 2011.

## Publication originale
- Miller, Griswold & Yin, 2009 : « The symphytognathoid spiders of the Gaoligongshan, Yunnan, China (Araneae, Araneoidea): Systematics and diversity of micro-orbweavers. » ZooKeys, no 11, p. 9-195 (texte intégral).